# Vincent Jedselius
Björn Vincent Emil Persson Jedselius, ursprungligen Björn Håkan Emil Persson, född 16 juni 1987 i Hässjö församling i Timrå kommun, Västernorrlands län (men uppväxt i Fagersta i Västmanlands län), är en svensk singer-songwriter.
Vincent Jedselius har släppt två fullängdsalbum, en EP och två singlar i samarbete med Musikverkstan Petter AB. Första albumet Webcam Stories skrevs helt på engelska. Året därpå (2013) släpptes Åka tåg för lånade pengar, vilken är skriven helt på svenska. Inför sistnämnda album släpptes två singlar med tillhörande musikvideor. Först ut var raggaepoplåten 365 dagar och senare soul/blues-låten Ja ba kör. Stilen har beskrivits som avslappnad och tillbakalutad.

I samband med inspelningen av EP:n "Första" (2017) som producerades av Fredrik Törngren mynnade det genomgående soundet ut i en mer americana-aktig musik. Det som kanske mest kännetecknar Jedselius låtar är vurmandet för Bergslagen i texterna.
Utanför musiken utövar Jedselius även kampsporten brasiliansk jiu-jitsu, där han har lila bälte och har deltagit i flera tävlingar i Sverige. Han är specialist på kasttypen "kast med krokfot" som är specifik för honom och används för att sätta upp nedtagningar, som finns även i brottning, som single leg och ankle pick.

## Diskografi
Album
- Webcam Stories (2012)
- Åka tåg för lånade pengar (2013)

EP
- Första (2017)

Singlar
- 365 dagar (2013)
- Ja ba kör (2013)
- Åmänningen (2018)
- Kom fattigdom (2019)

### Fotnoter
1. ↑  Sveriges befolkning 1990, CD-ROM, Version 1.00, Riksarkivet (2011).
2. ↑  Avslappnat av Vincent Arkiverad 14 juli 2014 hämtat från the Wayback Machine., Dagbladet 2012-05-28
3. ↑  Smoothcomp